# 魯班 (涅米羅夫區)
49°0′40″N 28°58′9″E / 49.01111°N 28.96917°E
魯班（烏克蘭語：Рубань）是位於烏克蘭西部文尼察州裏文尼察區的村莊，始建於1250年，面積5.03平方公里，海拔高度298米，2001年人口932，人口密度每平方公里185.44人。